# Кабо (телесеріал)
«Кабо» (ісп. Cabo) — мексиканська теленовела, створена продюсером Хосе Альберто Кастро для компанії Televisa. У головних ролях Барбара де Регіл, Матіас Новоа, Єва Седеньо, Дієго Амозуррутія, Ребекка Джонс і Рафаель Інклан.. Виходив на телеканалі Las Estrellas з 24 жовтня 2022 року по 17 лютого 2023 року.
Серіал заснований на мексиканській теленовелі 1985 року «Ніхто, крім тебе», створеній Марією Зараттіні.

## Сюжет
Через кілька годин після весілля Софії та Алехандро він їде, щоб вирішити ділову справу, і гине в авіакатастрофі. Спустошена Софія їде в Кабо, щоб зустрітися зі своїми свекрами. Коли Софія прибуває, вона возз'єднується з Алехандро, який живий, і виявляє, що він не той чоловік, у якого вона закохалася. Алехандро відкриває їй, що його ім'я насправді Едуардо і що він змінив його, щоб вона була законною дружиною його брата, який загинув у аварії, і щоб вони разом могли успадкувати його статок.
Софія відмовляється погоджуватися з планами Едуардо, який тепер погрожує посадити її батька у в'язницю, оскільки він звинуватив його у причетності до аварії, в якій загинув Алехандро. Усе приймає несподіваний поворот, коли справжній Алехандро повертається додому неушкодженим у результаті аварії та дивується, що має дружину, про яку він нічого не пам'ятає. Софія буде змушена продовжувати цей фарс і зрештою закохується в справжнього Алехандро.

## У ролях
- Барбара де Регіль — Софія Чавес
- Матіас Новоа — Алехандро Нор'єга
- Ева Седеньо — Ізабели Ескаланте
- Дієго Амозуррутія — Едуардо Торрес
- Ребекка Джонс — Люсія де Норьєга (епізоди 1–50)
- Рафаель Інклан — Альфонсо «Пончо» Чавес
- Мар Контрерас — Ванеса Норьєга
- Роберто Бальестерос — Фаусто Кабрера
- Фабіола Кампоманес — Малена Санчес
- Марія Чакон — Ребека Чавес
- Арлетт Пачеко — Гваделупе Гутьєррес
- Рауль Коронадо — Алана Ортеги
- Карлос Атьє — Ернесто Кастільо
- Барбара Торрес — Кармен Перес
- Гонсало Вега молодший — Луїс Санчес
- Маркін Лопес — Альваро Руїс
- Софія Рівера Торрес — Карен Ескаланте
- Лорена Севілья — Бланкіта Кабрера
- Фелісія Меркадо — Хімена Манріке
- Серхіо Клайнер — Уго Рейес
- Фернандо Роблес — Уліса
- Крістіан де ла Кампа — Максиміліано «Макс»
- Рафаель Новоа — Мігель Канту
- Азела Робінсон — Лусія де Норьєга (епізоди 51–85)

## Сезони
| Сезон | Епізоди | Епізоди | Оригінальний показ | Оригінальний показ | Оригінальний показ |
| Сезон | Епізоди | Епізоди | Перший показ       | Останній показ     | Мережа             |
| ----- | ------- | ------- | ------------------ | ------------------ | ------------------ |
| 1     | 85      | 85      | 24 жовтня 2022     | 17 лютого 2023     | Las Estrellas      |

## Аудиторія
| Країна трансляції | Сезон | Розклад       | Серії | Перший ефір      | Перший ефір | Останній ефір    | Останній ефір | Середній бал |
| Країна трансляції | Сезон | Розклад       | Серії | Дата             | Дата        | Дата             | Дата          | Середній бал |
| ----------------- | ----- | ------------- | ----- | ---------------- | ----------- | ---------------- | ------------- | ------------ |
| Мексика           | 1     | 21:30 — 22:15 | 85    | 24 жовтня 2022 р | 3,2         | 17 лютого 2023 р | 4,7           | 3,35         |
| США               | 1     | 22:00 — 23:00 | 85    | 9 січня 2023 р   | 1,684       | 15 травня 2023 р | 1,601         | 1,433        |

## Версії
| Рік  | Країна  | Українська назва       | Оригінальна назва       | Кількість | Кількість | В головних ролях                                                                                                 | Компанія                           | Канал                    |
| Рік  | Країна  | Українська назва       | Оригінальна назва       | сезонів   | серій     | В головних ролях                                                                                                 | Компанія                           | Канал                    |
| ---- | ------- | ---------------------- | ----------------------- | --------- | --------- | --- | ---------------------------------- | ------------------------ |
| 1985 | Мексика | Ніхто, крім тебе       | Tú o nadie              | 1         | 120       | Лусія Мендес, Андрес Гарсія, Сальвадор Пінеда, Урсула Пратс, Лус Марія Херес, Магда Гусман                       | Televisa                           | Las Estrellas            |
| 1995 | Мексика | Акапулько, тіло і душа | Acapulco, cuerpo y alma | 1         | 160       | Патриція Мантерола, Сол Лісазо, Гільєрмо Гарсіа Канту, Шанталь Андере                                            | Televisa                           | Las Estrellas            |
| 1995 | США     | Бухта Акапулько        | Acapulco Bay            | 1         | 60        | Ракель Гарднер, Джейсон Адамс, Ліза Черазолі, Марі Читам, Майкл Коул                                             | Televisa, Fox Broadcasting Company | Fox Broadcasting Company |
| 2009 | Мексика | Сортування             | Sortilegio              | 1         | 95        | Жаклін Бракамонтес, Вільям Леві, Даніела Ромо, Габріель Сото, Шанталь Андере, Ана Бренда Контрерас, Давід Зепеда | Televisa                           | Las Estrellas            |